# Frank Cosentino
(en) Statistiques sur statscrew
Frank Cosentino (né le 22 mai 1937) est un joueur et entraîneur canadien de football canadien ainsi que professeur d'université et historien du sport. Il jouait à la position de quart-arrière. Dans sa carrière de dix saisons dans la Ligue canadienne de football, il porte les couleurs des Tiger-Cats de Hamilton, des Eskimos d'Edmonton et des Argonauts de Toronto et remporte la coupe Grey à deux reprises, en 1963 et 1965. Après sa carrière de joueur, il devient entraîneur au niveau universitaire ainsi que professeur et chef de département universitaire. Il a écrit 22 livres, la plupart portant sur l'histoire du sport au Canada. Il est élu au Temple de la renommée du football canadien à titre de bâtisseur en 2018.

## Jeunesse
Frank Cosentino est né à Hamilton en Ontario, dans une famille d'immigrants. Le sport qu'il pratique le plus dans sa jeunesse est le baseball, dans lequel il brille au sein de l'Association de baseball mineur de la police d'Hamilton (Hamilton Police Minor Baseball Association). Il reçoit même des offres des Indians de Cleveland, des Braves de Milwaukee et des Athletics de Kansas City, ainsi que de plusieurs universités. À son école secondaire, la Cathedral High School (en) de Hamilton, il tente d'être choisi dans l'équipe de football canadien, mais est refusé les trois premières années. Il y parvient seulement en 12e année. Son bras puissant développé au baseball l'amène naturellement à jouer à la position de quart-arrière. Il devient une vedette et mène son équipe au championnat de la ville. 
Au moment de choisir une université, il opte pour le programme de football de l'Université Western Ontario, située à London, à 90 minutes de route de Hamilton, en partie afin de pouvoir facilement rendre visite à son amie de cœur Sheila, devenue plus tard son épouse. Avec les Mustangs (en), il remporte la Coupe Yates (en) à deux reprises, en 1957 et 1959. Il est finissant en 1960 avec un diplôme en administration. La même année, il est repêché par le club professionnel de sa ville natale, les Tiger-Cats de Hamilton, le cinquième choix au total.

## Carrière professionnelle
Avec les Tiger-Cats, Cosentino ne joue pratiquement pas à sa première année. L'année suivante, en 1961, il devient le second quart-arrière du club derrière la vedette Bernie Faloney (en). Lorsque Faloney est blessé en 1962, Cosentino partage le rôle de quart partant avec Joe Zuger (en). Les Tiger-Cats se rendent au match de la coupe Grey, qu'ils perdent par un seul point, et Cosentino est utilisé pendant neuf minutes. Avec le retour de Faloney en 1963, Cosentino reprend le poste de numéro 2, et cette fois son club gagne la coupe Grey. Il continue dans son rôle de second en 1964, mais retrouve un rôle de partant, toujours partagé avec Zuger, lorsque Faloney est échangé avant la saison 1965. Cette année-là, Cosentino remporte sa deuxième coupe Grey. 
Pour la saison 1967, les Tiger-Cats confient le poste de quart-arrière régulier à Zuger, et Cosentino est échangé aux Eskimos d'Edmonton, qui cherchent un nouveau partant régulier. Il connaît sa saison la plus occupée en 1967, puis partage le poste de quart avec Charlie Fulton l'année suivante. Il est échangé aux Argonauts de Toronto en 1969 et sert de second à Tom Wilkinson (en). Il accepte de prendre sa retraite de joueur lors de son engagement comme entraîneur-chef des Mustangs de l'université Western Ontario.

## Carrière d'entraîneur
En 1970, Frank Cosentino est engagé comme entraîneur-chef de l'équipe de football de son université, les Mustangs de Western Ontario (en). Il succède dans ce poste à John P. Metras qui était entraîneur depuis 1940. Il dirige les Mustangs jusqu'en 1974, gagnant deux fois, en 1971 et 1974, la coupe Vanier, le championnat du football universitaire canadien. En 1976 il est engagé à titre de professeur d'éducation physique à l'Université York de Toronto, mais devant la possible disparition de l'équipe de football, les Yeomen, à cause de ses mauvaises performances, il accepte en 1978 le poste d'entraîneur-chef. Il occupe ce poste jusqu'en 1980, puis on le convainc de faire un retour de 1984 à 1987, cette fois partageant les responsabilités avec Nobby Wirkowski,. 

## Études et carrière académique
À l'arrivée de Frank Cosentino à London, le doyen Lester Wemple du College of Christ the King (en) (affilié à l'Université Western Ontario) le convainc de ne pas se consacrer exclusivement au football et de porter autant d'attention à ses études. Il suit ce conseil, et sort de UWO avec un diplôme en administration. Pendant ses six saisons comme joueur professionnel à Hamilton, il continue ses études et décroche un baccalauréat en éducation physique à l'Université McMaster en 1967. Après avoir travaillé trois ans, hors saison, comme représentant pour la Canadian Pittsburgh Industries Limited, il débute dans l'enseignement à son alma mater, la Cathedral High School. Lors de son passage de deux saisons à Edmonton, il s'inscrit à l'Université de l'Alberta et obtient une maîtrise en éducation physique, puis s'inscrit au doctorat qu'il complète en 1973. 
Quand Cosentino est engagé comme entraîneur-chef à Western Ontario en 1970, il occupe aussi un poste de professeur associé. Quand il quitte pour l'Université York en 1976, c'est d'abord à titre de professeur et chef du département d'éducation physique et des sports. Après avoir définitivement quitté les lignes de côté en 1988, il continue ses activités éducatives et administratives. Il prend sa retraite de York en 1997 pour se consacrer à l'écriture de ses livres.

## Auteur de livres sur le sport au Canada
Frank Cosentino publie son premier livre, Canadian Football: The Grey Cup Years, en 1969, alors qu'il est toujours un joueur professionnel actif. Il s'agit d'une adaptation de sa thèse de maîtrise. Il découvre progressivement d'autres sujets reliés au domaine du sport au Canada et publie, parfois en collaboration, 21 autres livres, dont cinq consacrés au football canadien.

## Œuvres
- (en) Frank Cosentino, Canadian Football - The Grey Cup Years, Toronto, The Musson Book Company, 1969, 252 p. (lire en ligne)
- (en) Frank Cosentino et Maxwell Leo Howell, A history of physical education in Canada, Toronto, General Publishing Company, 1971, 154 p. (ISBN 9780773660007, présentation en ligne)
- (en) Frank Cosentino et Glynn A Leyshon, Olympic gold : Canada's winners in the summer games, Toronto, Holt, Rinehart and Winston, 1975, 147 p. (ISBN 9780039233303, présentation en ligne)
- (en) Frank Cosentino, Ned Hanlan, Toronto, Fitzhenry & Whiteside, coll. « The Canadians », 1978, 63 p. (ISBN 9780889022485, présentation en ligne)
- (en) Frank Cosentino et Don Morrow, Lionel Conacher, Toronto, Fitzhenry & Whiteside, coll. « The Canadians », 1981, 63 p. (ISBN 9780889026797, présentation en ligne)
- (en) Frank Cosentino et Glynn Leyshon, Winter gold : Canada's winners in the Winter Olympic Games, Toronto, Fitzhenry & Whiteside, 1987, 112 p. (ISBN 9780889028937, présentation en ligne)
- (en) Frank Cosentino et Glynn Leyshon, Not bad, eh?: Great moments in Canadian sports history, Burnstown (Ontario), General Store Publishing House, 1987, 112 p. (ISBN 9780919431294, présentation en ligne, lire en ligne)
- (en) Don Morrow, Frank Cosentino, Mary Keyes, Wayne Simpson et Ron Lappage, A concise history of sport in Canada, Toronto, Oxford University Press, 1989, 393 p. (ISBN 9780195406931, présentation en ligne)
- (en) Frank Cosentino, The Renfrew Millionaires : the Valley boys of winter 1910, Burnstown (Ontario), General Store Publishing House, 1990, 208 p. (ISBN 9780919431355, présentation en ligne, lire en ligne)
- (en) Frank Cosentino, A passing game : a history of the CFL, Winnipeg, Bain & Cox, 1995, 400 p. (ISBN 9780921368519, présentation en ligne)
- (en) Frank Cosentino, Almonte's brothers of the wind : R. Tait McKenzie and James Naismith, Burnstown (Ontario), General Store Publishing House, 1996, 207 p. (ISBN 9781896182544, présentation en ligne)
- (en) Frank Cosentino, Afros, Aboriginals and Amateur Sport in Pre World War One Canada, Ottawa, Canadian Historical Association, coll. « Canada's Ethnic Groups » (no 26), 1998, 28 p. (ISBN 9780887982125, présentation en ligne, lire en ligne)
  - Frank Cosentino (trad. de l'anglais par Fabien Saint-Jacques), Les Noirs, les autochtones et le sport amateur dans le Canada d'avant la Première Guerre mondiale [« Afros, Aboriginals and Amateur Sport in Pre World War One Canada »], Ottawa, La Société historique du Canada, coll. « Groupes ethniques du Canada » (no 26), 1998, 28 p. (ISBN 9780887982149, présentation en ligne, lire en ligne)
- (en) Frank Cosentino, Almonte : the life of Juan Nepomuceno Almonte, Almonte (Ontario), Silent Praise, 2000, 118 p. (ISBN 9780968774601, présentation en ligne, lire en ligne)
- (en) Frank Cosentino, Hail Mary Heaven Sent (roman), Almonte (Ontario), Silent Praise, 2006, 231 p. (ISBN 9781304617750, présentation en ligne)
- (en) Frank Cosentino, Charlotte's birthday : a one act play (théâtre), Almonte (Ontario), Silent Praise, 2006, 56 p. (ISBN 9780968774625, présentation en ligne)
- (en) Frank Cosentino, Hockey gods at the summit : how the 1972 Canadian-Soviet hockey summit became a September to remember, Renfrew, General Store Publishing House, 2011, 205 p. (ISBN 9781926962030, présentation en ligne)
- (en) Frank Cosentino, 100 Years of the Grey Cup. ; A Celebration, McArthur & Company, 2012, 226 p. (ISBN 9781770871915, présentation en ligne)
- (en) Frank Cosentino, Home Again: Canadian Football 1995-2014, Morrisville (Caroline du Nord), Lulu Press, 2014, 272 p. (ISBN 9781312726529, présentation en ligne)
- (en) Frank Cosentino, Closed Doors & Alberta Crude: Canadian Football 1969-1982, Morrisville (Caroline du Nord), Lulu Press, 2016, 276 p. (ISBN 9781365503382, présentation en ligne)
- (en) Frank Cosentino, Gone South: Canadian Football 1983-1994, Morrisville (Caroline du Nord), Lulu Press, 2017, 290 p. (ISBN 9781365651960, présentation en ligne)
- (en) Frank Cosentino, Holy hockey! : the story of Canada's Flying Fathers, Burnstown (Ontario), Burnstown Publishing House, 2018, 161 p. (ISBN 9781772571875, présentation en ligne)
- (en) Frank Cosentino, Ted Reeve : the bard of the beach, Morrisville (Caroline du Nord), Lulu Press, 2021, 265 p. (ISBN 9781667143750, présentation en ligne)

## Trophées et honneurs
- Vainqueur du trophée Frank-Tindall (en) de l'entraîneur de l'année au football universitaire canadien (1970)[13].
- Intronisé au Temple de la renommée des Mustangs de l'Université Western Ontario en 1982[14].
- Intronisé au Temple de la renommée des sports de l'Université York en 2017[3].
- Intronisé au Temple de la renommée du football canadien en 2018 à titre de bâtisseur[11].